# Kadrisz
Kadrisz (arab. كدريش) – wieś w Syrii, w muhafazie Aleppo. W 2004 roku liczyła 766 mieszkańców.